# Acide succinique

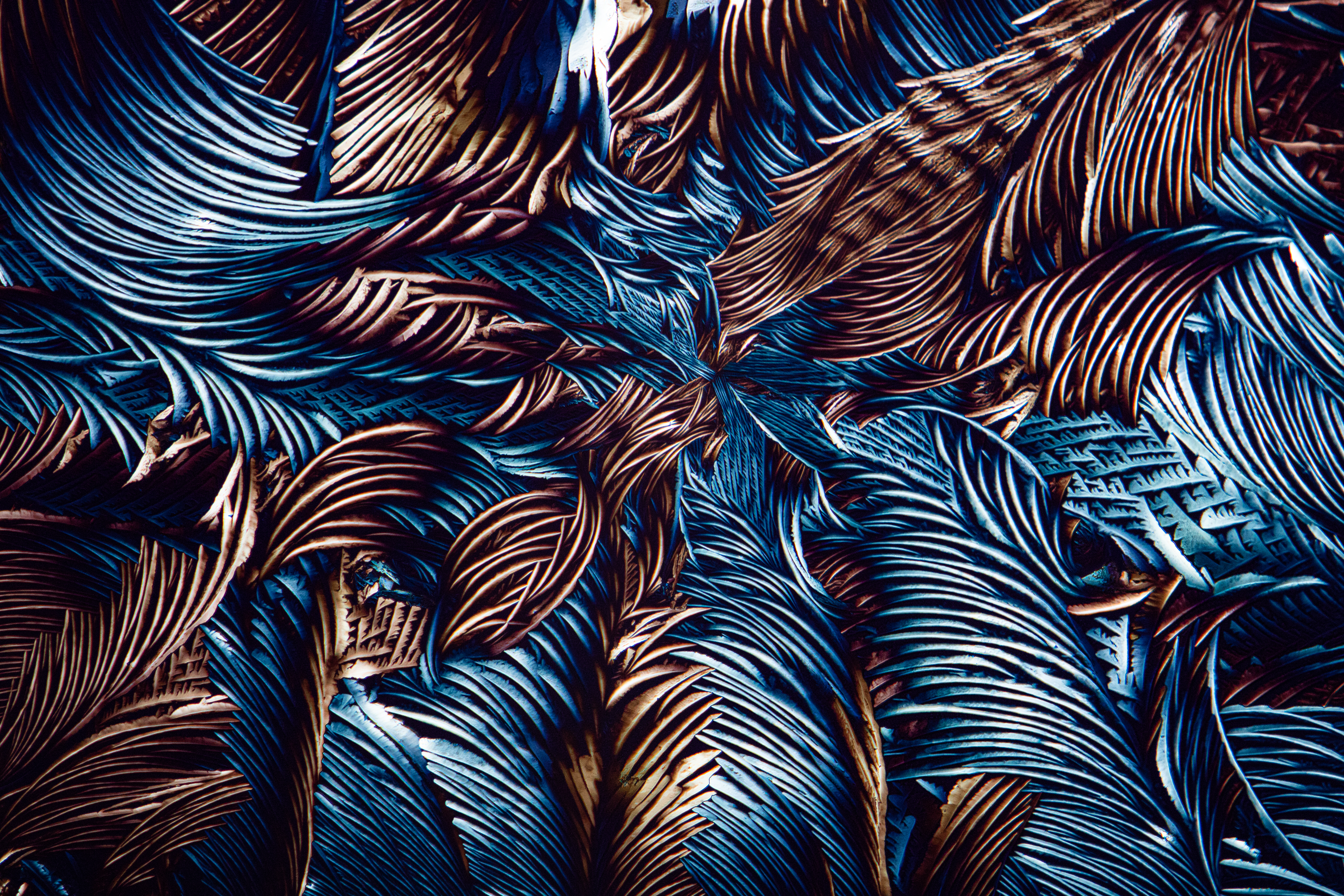
Solution d'acide succinique, d'alcool et d'eau, étendue sur une feuille, forme des cristaux. Février 2023.

L'acide succinique ou acide butane-1,4-dioïque est un diacide carboxylique aliphatique de formule semi-développée HOOC–CH2–CH2–COOH. 
Il est présent dans tous les organismes vivants et intervient dans le métabolisme cellulaire, en particulier dans le métabolisme des lipides entre l'acide α-cétoglutarique et l'acide fumarique lors du cycle de Krebs dans la mitochondrie, pour contribuer à lui fournir de l'énergie.

## Origine
L'acide succinique a été extrait pour la première fois du succin ou ambre de la Baltique (ambre jaune), ce qui a contribué à sa dénomination. On le retrouve aussi dans le lignite, mais surtout, cette molécule du vivant, composé indispensable au processus d'oxydo-réduction cellulaire, peut être extrait de divers organismes végétaux et animaux. Citons la laitue vireuse, la grande chélidoine, le trèfle blanc ou encore les organes comme la rate de bœuf ou les déjections cellulaires comme les urines.

## Propriétés physico-chimiques
L'acide succinique se présente sous forme de poudre dont le point de fusion est 185 °C. Si on continue à chauffer jusque vers 235 °C, il donne l'anhydride succinique (en) qui se volatilise immédiatement. L'anhydride succinique de formule C4H4O3 est un solide qui fond à 120 °C. 
Il réagit facilement avec l'ammoniac NH3 pour donner des succinimides, avec le phénol pour engendrer des succinéides.
L'acide organique aux deux groupes carboxyles peut céder deux protons pour donner l'ion succinate, selon un équilibre acido-basique en solution aqueuse. C'est un acide faible : pKa1 = 4,2 et pKa2 = 5,6.

## Rôle biochimique
Le succinate est un composant du cycle de l'acide citrique et est capable de donner des électrons pour la chaîne respiratoire par la réaction :
succinate + FAD → fumarate + FADH2
Cette réaction est catalysée par le complexe II de la chaîne respiratoire.
Une étude métabolomique, en 2014, a trouvé que pour les 14 métabolites les plus discriminants (p < 0,05), l’acide succinique (et l’acide glycolique sont excrétés en plus grande concentration dans les urines par les enfants autistes, alors que d’autres acides organiques (acide hyppurique, acide 3-hydroxyphénylacétique, acide vanillylhydracrylique, acide 3-hydroxyhippurique, acide 4-hydroxyphényl-2-hydroxyacétique, acide 1H-indole- 3-acétique, acide phosphorique, acide palmitique, acide stéarique, acide 3-méthyladipique) étaient, eux, retrouvés en concentrations plus basses.

## Marché, synthèse et production
L'acide succinique peut servir à synthétiser de nombreuses molécules d'intérêt médical ou commercial (ex : tétrahydrofurane). Son marché potentiel est estimé à plus de 2,5 M€.
Il était produit industriellement à partir de dérivés du pétrole (acétylène et formaldéhyde), mais en 2008, un premier pilote industriel (installé en 2007 dans la bio-raffinerie de Pomacle-Bazancourt près de Reims, disposant d'une capacité de production de 2000t/an) a pu en produire à partir de sucres et résidus lignocellulosiques fermentés par E. Coli en atmosphère enrichie en CO2.

## Acide succinique et vin

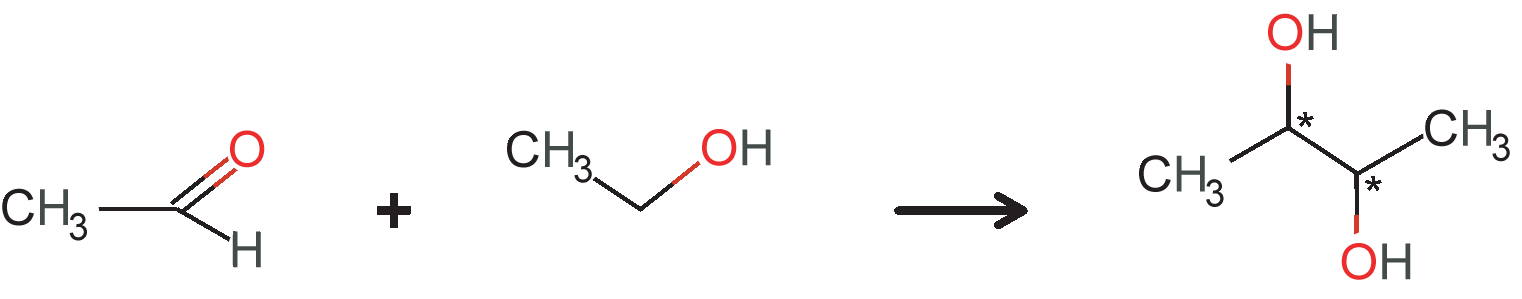
L'éthanal produit du butane-2,3-diol par condensation avec l'éthanol.

L’acide succinique entre également dans la composition du vin et du vinaigre et est toujours obtenu lors de la fermentation alcoolique du sucre en petites quantités, environ 1 g pour 100 g d’alcool.
La formation d'acide succinique et de butane-2,3-diol à partir d’éthanal (acétaldéhyde) peut se résumer de la façon suivante :

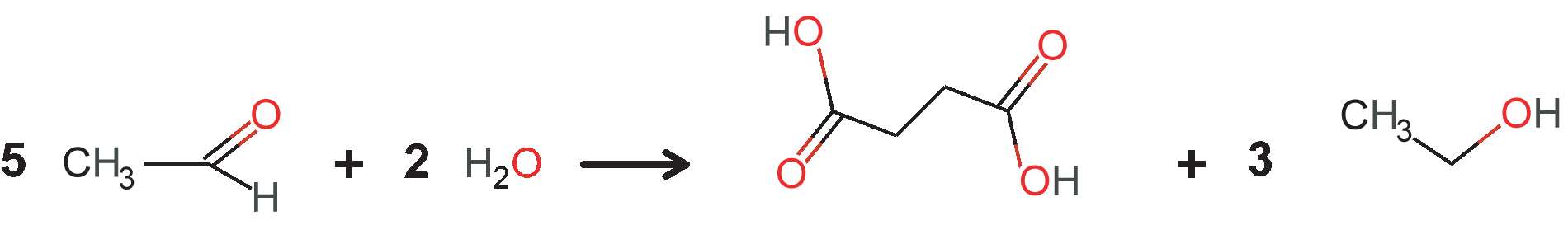
L'éthanal réagit avec l'eau pour former de l'acide succinique.

- acide succinique :

- butane-2,3-diol :